# 284P/McNaught
284P/McNaught, komet Jupiterove obitelji